# 중화인민공화국의 시리아 내전 관여

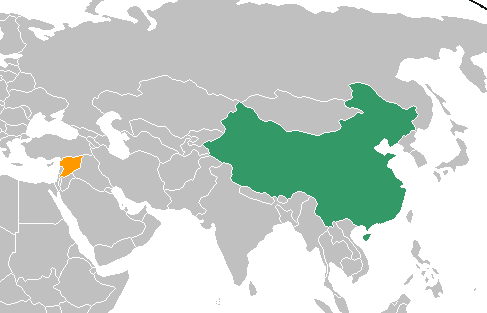
중화인민공화국과 시리아의 위치

중화인민공화국의 시리아 내전 관여는 정치·경제적으로 중화인민공화국이 시리아 내전에 관여하는 것을 가리킨다. 중화인민공화국은 중화인민공화국 정부 중동 문제 특사를 통해 시리아 내전과 관련된 의견을 개진해 왔다. 2016년 중동 특사로 궁샤오성이 임명되었을 당시 공샤오셩은 시리아 내전 평화 구상을 비롯한 다양한 임무를 맡았다. 또한 같은 해 중화인민공화국 중앙군사위원회 국제 군 협력부 부장 관여우페이는 "중국군과 시리아군은 전통적으로 우호적인 관계를 맺고 있으며, 중국군은 시리아군과의 교류협력을 지속적으로 강화할 용의가 있다"고 밝혔다.
2015년 시리아가 상하이 협력기구에 옵서버 신청을 한 이후, 중화인민공화국은 상하이 협력기구, 브릭스 등 다양한 국제기구를 통해 시리아와 협력을 증진하고 있으며, 중화인민공화국은 시리아의 전통적 우방국가인 이란 및 러시아와의 관계도 발전시키고 있다.

## 안보 협력
2016년 중화인민공화국 정부는 "시리아 위기에 대한 중국 특사"를 신설하고 셰샤오얀을 특사로 임명하며 시리아 내전의 휴전 달성, 시리아 내전의 정치적 해결안 마련, 인도적 지원, 대테러 활동, 시리아 복구, 화학 무기 사용 비판 등 다양한 임무를 맡겼다. 셰샤오얀은 아사드 정부가 화학 무기를 사용했는 지에 대한 조사가 필요하다는 입장을 밝혔다. 또한 셰샤오얀은 이라크와 시리아로부터 얻은 경험을 세계는 배워야 하며, 무력을 통한 정권 교체는 일어나서는 안된다고 이야기했다. 특사 셰샤오얀이 강조한 것은 중화인민공화국 정부의 평화 5원칙과 일맥상통하는 것으로, 중화인민공화국의 입장은 시리아 내전에 대한 정치적 해결 방안은 시리아의 주권을 존중하고 불간섭 및 불개입의 원칙에 따라야 한다는 것이었다. 중화인민공화국은 시리아 정부 및 반군 모두와 만남을 가지며 정치적 해결책을 모색했다.
중화인민공화국 정부는 시리아 내전의 맥락을 대테러 작전으로 보고 있다. 중화인민공화국 정부의 관점에서  튀르키스탄 이슬람당 시리아 지부와 같은 일부 시리아 반군은 테러 단체이다. 2012년부터 2015년까지, 중화인민공화국 정부는 부분적으로 튀르키스탄 이슬람당로 인해 신장 분쟁에서 튀르키스탄 이슬람당이 자기 단체와 연계된 위구르인들을 통해 테러를 저지르지 않을까 경계했다. 중화인민공화국 정부는 2015년 러시아의 시리아 내전 개입이 시작되었을 때 러시아군의 작전을 "대테러 작전"이라고 묘사했다.
중화인민공화국 정부는 신장 위구르 지역의 무장 단체가 시리아 반군에 가담하는 것을 막기 위해 시리아 정부와 협력 중이며 몇몇 자료에 따르면 시리아 내전 기간 동안 약 2,000명의 위구르인이 시리아로 건너간 것으로 추정된다. 중화인민공화국 정부는 시리아 정부와 직접적인 군사적 연계를 모색하고 있지만, 러시아군보다는 그 정도가 덜한 것으로 추정된다. 중화인민공화국 정부는 시리아에 군사를 주둔시키지 않았다고 주장하지만, 2016년부터 2018년까지 중국인민해방군과 시리아군 사이의 협력이 있었다는 보고가 있었다.
유엔 안보리 상임이사국의 지위를 이용해 중화인민공화국 정부는 2010년부터 2020년까지 시리아에 대한 안보리 결의안 10개에 거부권을 행사했으며, 이는 유엔에서도 주권을 존중해야 한다는 중화인민공화국 정부의 입장과 일치한다. 이에 호응해 시리아 정부는 2020년 6월 유엔에서 홍콩 국가보안법을 지지했다.
2023년 기준으로 이들리브주에서 활동하는 알카에다 연계 이슬람주의 단체들과 시리아 사막의 ISIL에 중국계 위구르인이 다수 참여했다는 보고서 이후 중화인민공화국 정부는 해당 지역에서 지역의 안정화를 위협하는 것에 대한 공포로 이슬람 분리주의 단체를 근절하려는 목표를 가지고 있다.